# カリフォルニア州弁護士
カリフォルニア州弁護士（カリフォルニアしゅうべんごし）は、アメリカ合衆国カリフォルニア州の法曹会（The State Bar of California）に属しカリフォルニア州の裁判所で弁論を行う資格を有する者をいう。日本語の「カリフォルニア州弁護士」に完全に対応する英語は存在せず、カリフォルニア州の法曹資格を有する者（Admitted to CA bar）が日本語ではカリフォルニア州弁護士と呼ばれている。

## 権限
カリフォルニア州内で法律事務を行う権限を有する。州外で法律事務を行うことは場合によって現地法に基づく非弁行為に該当する可能性がある。
カリフォルニア州立裁判所の訴訟において当事者を代理する権限も有する。カリフォルニア州を管轄するアメリカ合衆国連邦裁判所（州内の地方裁判所、第9巡回区控訴裁判所、合衆国最高裁判所）における代理もできるが、裁判所別の事前登録手続と登録手数料がある。他の国内裁判所において当事者を代理する場合、案件を担当する裁判官による出頭許可（pro hac vice admission）が必要である。
日本においては、一定の実務経験等の要件を満たせば外国法事務弁護士として登録できる。

## カリフォルニア州弁護士への道のり
カリフォルニア州弁護士として認められるためには、以下の手順を踏む必要がある。
1. 要求される一般教育の修了
2. 受験者としての登録
3. 要求される法律教育の修了
4. First-Year Law Students' Examinationの受験登録をして合格するか、免除を受ける。
5. カリフォルニア州司法試験の受験登録をし、要件の確認を受け、受験して合格する。
6. 倫理審査の請求をし、適合する者と認められる。
7. 統一法曹倫理試験（Multistate Professional Responsibility Examination）の出願をして受験し、規定の最低点を上回る点を取る。
8. カリフォルニア州裁判所の家族扶助義務に適合する。
9. すべての登録要件を満たし、カリフォルニア州司法試験合格から5年以内に宣誓をする。

## カリフォルニア州の司法試験

### 司法試験の概要
カリフォルニア州司法試験を受験するためには、アメリカ国内で法科大学院（Law School）を修了して法務博士（JD）を取得し、学生受験資格（Law School Applicants）を得るほかに、以下の2つの出願方法がある。
Attorney Applicants
アメリカ国内外を問わず、弁護士登録をしている者はカリフォルニア州試験の受験資格がある。例えば、ニューヨーク州で弁護士登録をしている場合や、日本で弁護士登録をしている場合などである。このため、ニューヨーク州の司法試験ほどではないが、外国の弁護士がよく受験する司法試験の1つとなっている。
General Applicants
弁護士登録をしていない者であっても、アメリカ国外で大学教育を受け、アメリカ国内のロースクールにおいて1年で取得可能な所定の単位を取得するなどの要件を満たせば受験資格を得ることができる。

### 合格率
カリフォルニア州司法試験の合格率は以下のとおりである。全米で最難関とされ、7月試験でも50%を切ることがある。なお、2月試験の合格率が7月試験よりも低いのは、2月試験の受験者の多くが再受験者（不合格経験者）であるためである。
2005年2月試験 40.0%
2005年7月試験 48.8%
2006年2月試験 39.0%
2006年7月試験 51.8%
2007年2月試験 36.8%
2007年7月試験 56.1%
2008年2月試験 39.6%
2008年7月試験 61.7%
2009年2月試験 33.5%
2009年7月試験 56.4%
2010年2月試験 37.1%
2010年7月試験 54.8%
2011年2月試験 42.3%
2011年7月試験 54.8%
2012年2月試験 42.2%
2012年7月試験 55.3%

## カリフォルニア州弁護士の人数
2023年7月現在、約29万人である。そのうち、約19万人が「active」ステータスである。
総人数は全米最大の人数を誇る。